# Systropus munroi
Systropus munroi är en tvåvingeart som beskrevs av Hesse 1938. Systropus munroi ingår i släktet Systropus och familjen svävflugor. Inga underarter finns listade i Catalogue of Life.